# Geropa concolor
Geropa concolor (лат.) — вид жуков-усачей из подсемейства собственно усачей. Распространён в Техасе (США) и Мексике. Кормовыми растениями являются акация Фарнеза и Ulmus crassifolia.